# 小行星7231
小行星7231（英語：7231 Porco）是一颗围绕太阳公转的小行星。1985年10月15日，愛德華·鮑威爾在可可尼诺县发现了此天体。
这颗小行星的绝对星等为318.1693489601842等。